# Бесконечный цикл
Бесконечный цикл в программировании — цикл, написанный таким образом, что условие выхода из него никогда не выполняется. О программе, вошедшей в бесконечный цикл, иногда говорят, что она зациклилась.
Представление о бесконечном цикле играет важную роль в понятии о тьюринг-полноте языков программирования: с одной стороны, любой цикл можно представить как бесконечный цикл, в теле которого есть проверка условия выхода и команда выхода из цикла, с другой — любая программа может быть написана при помощи:
- бесконечных циклов,
- команд выхода из цикла,
- операторов ветвления (if-then),
- последовательности команд, исполняемых одна после другой.

Бесконечный цикл на языке Паскаль: 
```
//Вариант 1

while
 
true
 
do

   
begin

      
{что-нибудь делаем}

      
if
 
{условие выхода из бесконечного цикла}
 
then
 
break

   
end
;

//Вариант 2

repeat

{что-нибудь делаем}

until
 
false
;

```

Для си-подобных языков:
```
//вариант 1

for
 
(;;)
 
{

   
/* что-нибудь делаем */

}

// вариант 2

while
(
true
)
 
{

   
/* что-нибудь делаем */

}

```

Язык Ада (а также ряд его потомков) имеют специальную конструкцию, описывающую бесконечный цикл:
```
loop

   
-- что-нибудь делаем

end
 
loop
;

```

Кроме того, Ада позволяет осуществить выход сразу из нескольких вложенных циклов, а также имеет условную форму оператора выхода, позволяющую избежать использования оператора ветвления:
```
Out_Cycle
:

loop

   
...

   
loop

      
...

      
exit
 
Out_Cycle
 
when
 
Logic_Exp
;

      
-- равносильно 

      
if
 
Logic_Exp
 
then
 
         
exit
 
Out_Cycle
;
 
      
end
 
if
;

      
...

   
end
 
loop
;

   
...

end
 
loop
 
Out_Cycle
;

--отсюда продолжится выполнение программы

--после выполнения инструкции exit Out_Cycle;

```

## Практика
Программы, из которых выход возможен только выключением устройства или остановкой интерпретатора, представляют собой бесконечный цикл. К таким программам относятся:
- Операционные системы, прошивки микроконтроллеров.
- Некоторые виды скриптов (например, в играх). Такой принцип принят, например, в Game Maker, в некоторых играх для программистов.

Зацикливание (несрабатывание условия выхода из цикла) — нередкая ошибка программирования. Между тем, использование бесконечных циклов — это очень хороший профессиональный приём.
Так, например, при решении задач на олимпиадах по информатике (программированию) различных уровней основная задача участника — за отведённое время написать программы, решающие предложенные алгоритмические задачи. Как правило, такие задачи решаются с использованием циклов. Очевидно, что времени на обдумывание условия выхода из цикла (которое должно указываться в так называемом while-цикле) у участника недостаточно. Поэтому очень полезным приёмом является использование модифицированных бесконечных циклов.
Приём этот основан на том факте, что каждый современный язык программирования предлагает ряд операторов, позволяющих прервать выполнение тела цикла не после очередной итерации, а во время очередного выполнения (например, Break в Delphi, EXIT FOR в Бейсике и т. д.). Для экономии времени участник олимпиады пишет бесконечный цикл while с условием выполнения True (while True do ...), а затем по мере необходимости в теле цикла записывает операторы проверки условий, которые в случае необходимости прерывают выполнение цикла Break-подобными операторами.